# Iglesia del Sagrado Corazón (Trancas)
La Iglesia del Sagrado Corazón es una iglesia de Trancas Viejo, Tucumán, Argentina. Es desde 1957 Monumento Histórico Nacional y donde fusilaron a Bernabé Aráoz en 1824. En la actualidad es un sitio turístico e integra la Ruta de la Fe.

## Historia
La iglesia fue construida en 1761 por la Compañía de Jesús. En 1816 frente a la iglesia Manuel Belgrano retomó la comandancia del Ejército del Norte y el 12 de octubre de 1819 el templo se derrumbó a causa de un sismo. Posteriormente el párroco Miguel Martín Laguna se encargó de la restauración de la iglesia, hasta que en 1826 sucedió otro temblor que derribó la estructura. Por ello, fue reconstruida en 1827 por el maestro Juan Manuel Dávila.
En las paredes de la iglesia fue fusilado Bernabé Aráoz en 1824 por las fuerzas unitarias al mando de Javier López. El 25 de enero de 1957 la iglesia fue declarada Monumento Histórico Nacional por el decreto 862, siendo restaurada en 1963. Las restauraciones fueron finalmente inauguradas el 24 de marzo de 1965.